# 聖格雷戈里山

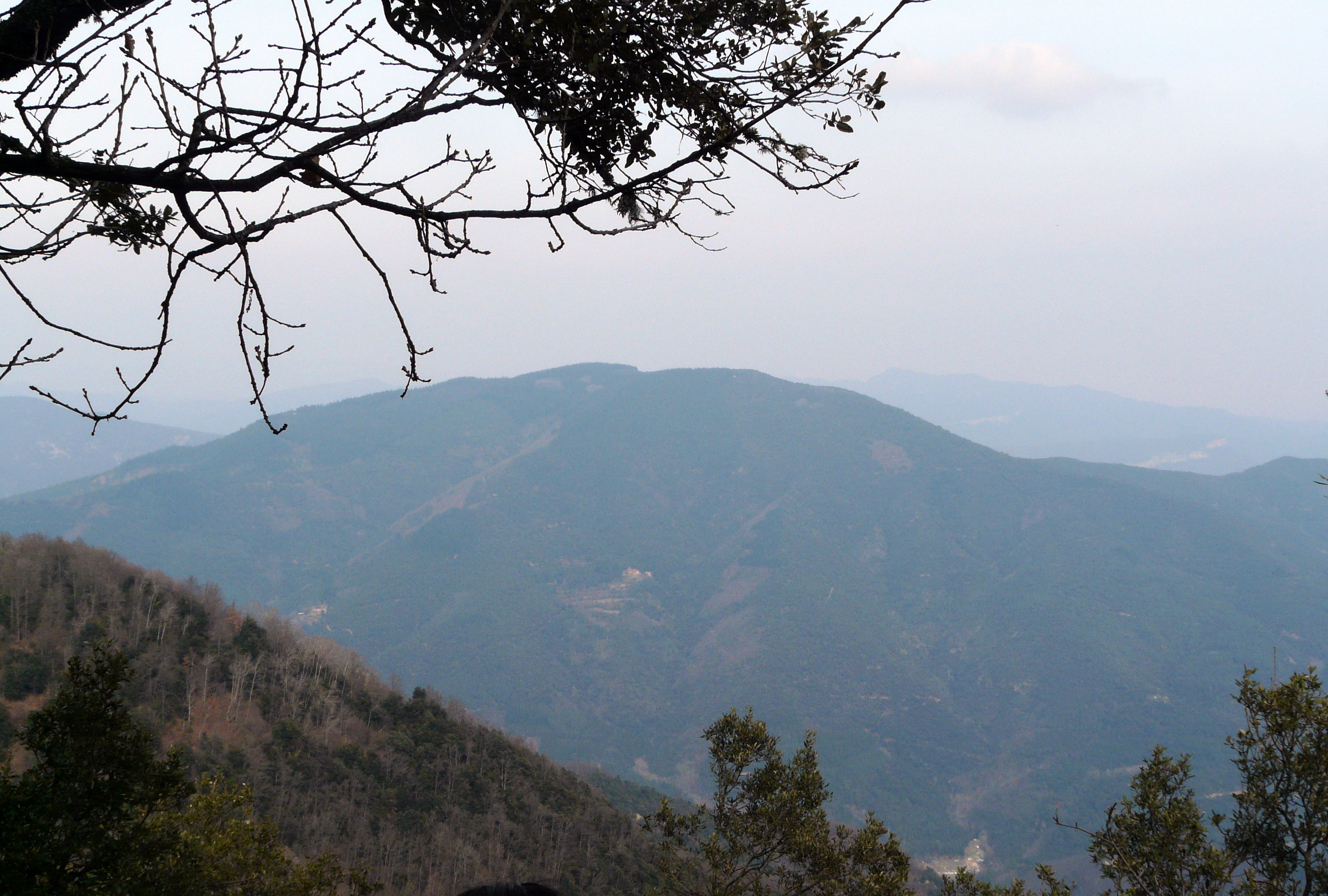

41°57′52.44″N 2°34′15.60″E / 41.9645667°N 2.5710000°E
聖格雷戈里山，是西班牙的山峰，位於該國東北部加泰羅尼亞，屬於加泰羅尼亞橫斷山脈中吉萊里斯山的一部分，海拔高度1,091米。